# Zaoer Kaloëvi
Zaoer Kaloëvi (Georgisch: ზაურ კალოევი, Russisch: Заур Григорьевич Калоев) (Tbilisi, 24 maart 1931 - aldaar, 23 december 1997) was een voetballer uit de Sovjet-Unie van Georgische afkomst. Tijdens zijn voetbalcarrière stond hij ook onder zijn Russische naam Zaoer Kalojev bekend.

## Biografie
Kaloëvi debuteerde in 1950 bij Spartak Tbilisi, dat dat jaar voor het eerst in de hoogste Sovjet-klasse speelde en negende werd, maar het volgende seizoen degradeerde de club alweer. In 1952 koos Kaloëvi voor het grotere Dinamo Tbilisi. Met deze club werd hij meteen vicekampioen achter Spartak Moskou. De volgende jaren eindigde hij met Dinamo in de middenmoot en kreeg hij als speler in het team concurrentie van Avtandil Tsjkoeaseli.
In 1957 verliet Kaloëvi de club voor Lokomotiv Moskou, waar hij de concurrentie had van Valentin Boeboekin en Viktor Vorosjilov. Dat jaar won hij met Lokomotiv de beker in de finale tegen Spartak Moskou. Na twee seizoenen keerde hij terug naar Dinamo en bereikte er de derde plaats mee en was topscorer van de competitie.
Het volgende seizoen eindigde hij met Dinamo in de middenmoot, maar werd wel opnieuw topscorer en werd door de bondscoach geselecteerd voor het allereerste EK in 1960. De Sovjet-Unie won dit EK, maar Kaloëvi werd niet opgesteld. Hij beëindigde zijn carrière in 1964 met de landstitel bij Dinamo.